# Лаптон (Мічиган)
Лаптон (англ. Lupton) — переписна місцевість (CDP) в США, в окрузі Огемо штату Мічиган. Населення — 318 осіб (2020).

## Географія
Лаптон розташований за координатами 44°25′45″ пн. ш. 84°1′26″ зх. д. / 44.42917° пн. ш. 84.02389° зх. д. (44.429168, -84.023882).  За даними Бюро перепису населення США в 2010 році переписна місцевість мала площу 8,45 км², з яких 8,37 км² — суходіл та 0,08 км² — водойми.

## Демографія
Згідно з переписом 2010 року, у переписній місцевості мешкало 348 осіб у 146 домогосподарствах у складі 104 родин. Густота населення становила 41 особа/км².  Було 188 помешкань (22/км²).
Расовий склад населення:
| - 97,7 % — білих - 0,3 % — азіатів |

До двох чи більше рас належало 1,4 %. Частка іспаномовних становила 1,1 % від усіх жителів.
За віковим діапазоном населення розподілялося таким чином: 21,6 % — особи молодші 18 років, 60,6 % — особи у віці 18—64 років, 17,8 % — особи у віці 65 років та старші. Медіана віку мешканця становила 44,7 року. На 100 осіб жіночої статі у переписній місцевості припадало 96,6 чоловіків;  на 100 жінок у віці від 18 років та старших — 102,2 чоловіків також старших 18 років.
Середній дохід на одне домашнє господарство  становив 41 359 доларів США (медіана — 29 844), а середній дохід на одну сім'ю — 46 880 доларів (медіана — 39 167). За межею бідності перебувало 6,3 % осіб, у тому числі 0,0 % дітей у віці до 18 років та 8,2 % осіб у віці 65 років та старших.
Цивільне працевлаштоване населення становило 75 осіб. Основні галузі зайнятості: виробництво — 42,7 %, роздрібна торгівля — 20,0 %, мистецтво, розваги та відпочинок — 8,0 %, освіта, охорона здоров'я та соціальна допомога — 6,7 %.